# Генетическое программирование
Генетическое программирование — автоматическое создание или изменение программ с помощью генетических алгоритмов, развитие парадигмы эволюционного программирования. С помощью этой методологии «выращиваются» программы, всё лучше и лучше (в соответствии с определённой функцией приспособленности для «хромосом») решающие поставленную вычислительную задачу.
Выбор способа кодирования программы в генетическом алгоритме — один из основных вопросов генетического программирования. Программа должна быть закодирована в таком виде, чтобы легко было автоматически вносить случайные изменения (оператор мутации) и объединять два алгоритма в один (оператор скрещивания).
Способы кодирования можно разделить на два класса:
- прямое кодирование — генетический алгоритм работает с программой в явном виде;
- косвенное кодирование — генетический алгоритм работает не с самим кодом программы, а с правилами его построения. То есть генетический алгоритм работает с программой, которая генерирует нужную нам программу.

Метагенетическое программирование — вариант генетического программирования, в котором изменяется и, тем самым, «выращивается», не только заданная компьютерная программа, но и сами применяемые операторы скрещивания и мутации.

## Древовидное

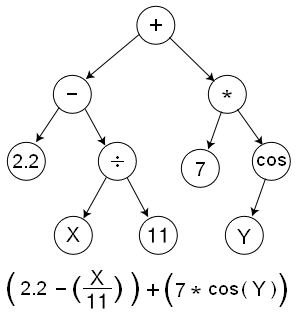
Функция, представленная в древовидной форме

В древовидном кодировании каждый узел дерева содержит функцию, а каждый лист — операнд. Выражение, представленное в виде дерева, может быть легко рекурсивно посчитано. Традиционное ГП легче использовать для выращивания программ, написанных на языках, естественным образом воплощающих древовидную структуру: Lisp, Haskell, F# и других функциональных языках программирования.
Недревовидные представления программ также были предложены и успешно реализованы, например, линейное генетическое программирование, подходящее для традиционных императивных языков.

### Оператор скрещивания

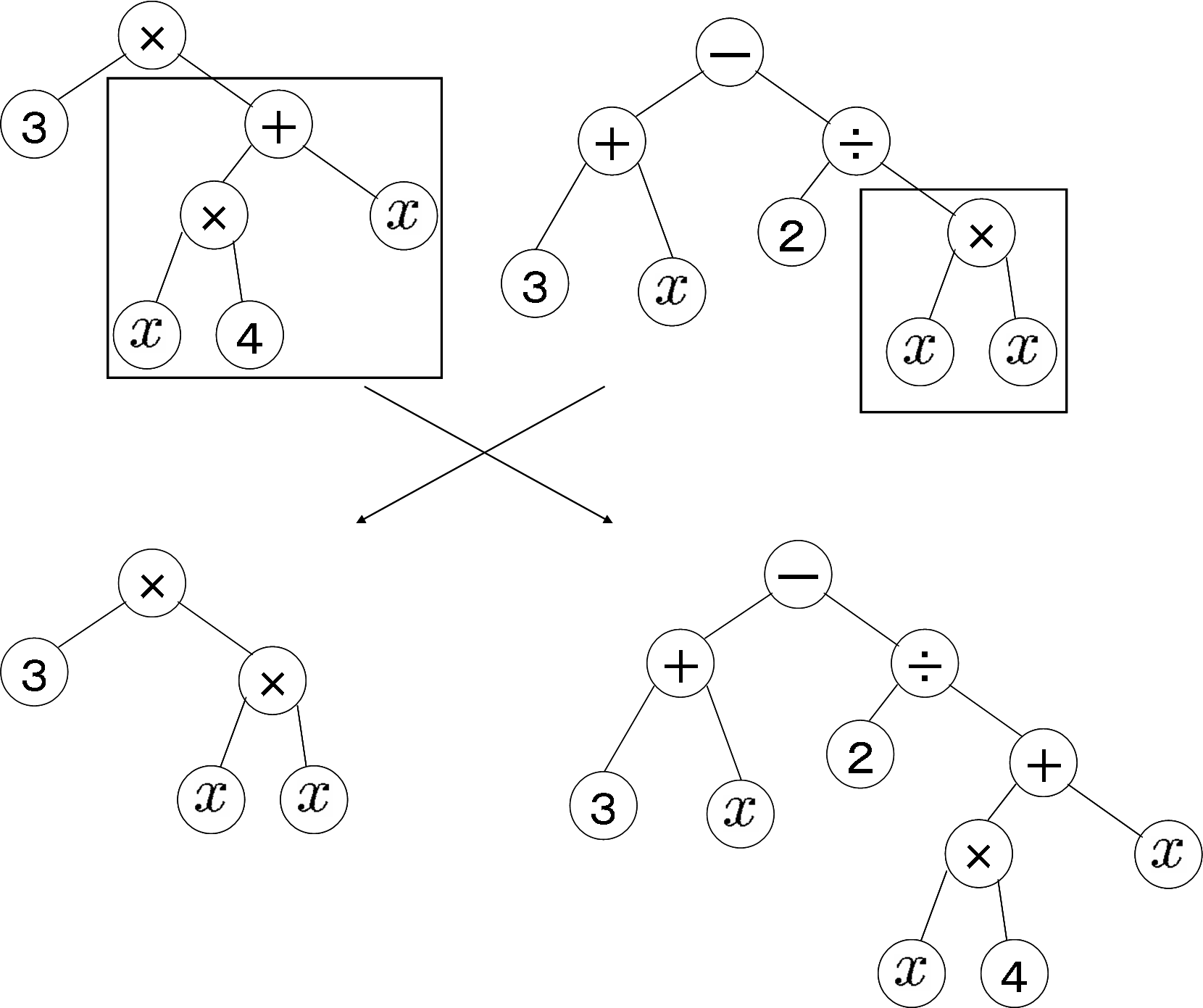
Оператор скрещивания для древовидного представления программ

В древовидном представлении оператор скрещивания реализуется обменом между двумя деревьями какими-либо узлами вместе с их потомками (поддеревьями).
Пример:
```
individual
.
Children
[
randomChildIndex
]
 
=
 
otherIndividual
.
Children
[
randomChildIndex
]
;

```

### Оператор мутации
В отличие от оператора скрещивания, оператор мутации затрагивает только одну хромосому. В древовидном представлении он может быть реализован изменением информации в узле или добавлением / удалением узла или целого поддерева. При этом надо следить за корректностью результатов оператора.
Пример:
```
individual
.
Information
 
=
 
randomInformation
();

```

или
```
individual
 
=
 
generateNewIndividual
();

```